# Дубельт, Евгений Иванович
Евге́ний Ива́нович Ду́бельт (5 марта 1858 — ?) — генерал-майор русской армии, участник Русско-турецкой войны (1877—1878), Ахал-текинской (1880—1881) и Китайской (1900—1901) кампаний и Русско-японской войны, военный историк.

## Биография
Евгений Дубельт родился 5 марта 1858 года. Происходил из лифляндского дворянского рода Дубельтов. Сын Ивана Михайловича Дубельта, служившего в Штабе корпуса жандармов и возглавлявшего Орловскую жандармскую команду. Православного вероисповедания. В службу вступил 1 сентября 1876 года в 14-й Грузинский гренадерский полк. Принимал участие в Русско-турецкой войне 1877—1878 годов. По окончании войны в 1878 году окончил 2-е Константиновское училище и в чине прапорщика был зачислен в 74-й Ставропольский пехотный полк. Принял участие в Ахал-текинской экспедиции 1880―1881 годов. 26 февраля 1881 года был назначен постоянным ординарцем генерал-адъютанта М. Д. Скобелева. За отличие в той кампании Дубельт в 1881 году был награждён орденом Св. Анны 4-й степени «За храбрость» и произведён в подпоручики. С 1 апреля по 10 июня того же года состоял в должности старшего адъютанта новообразованного в том году Закаспийского края, а с 8 августа по 12 сентября 1882 года состоял для поручений при штабе войск Закаспийской области.
В 1883 году Дубельт был командирован в библиотеку Казачьего юнкерского училища, а затем Высочайшим приказом переведён в Военно-учебное ведомство и 11 июля 1886 года был причислен к Тифлисскому кадетскому корпусу офицером-воспитателем. По словам бывшего воспитанника того училища О. И. Пантюхова,
…офицер-воспитатель Евгений Иванович Дубельт оказался требовательным, но в то же время заботливым и справедливым командиром, терпеливо объяснявшим малышам все мелочи кадетской жизни.
В 1888 году Евгений Дубельт в историческом журнале «Русская старина» опубликовал биографический очерк о своём двоюродном дяде ― генерале Л. В. Дубельте, а также письма последнего, адресованные своей жене. В 1895 году под редакцией генерал-майора И. С. Чернявского вышла в свет книга «Боевая деятельность в войну 1877—1878 гг. 74-го пехотного Ставропольского полка», составленная Дубельтом по распоряжению командующего войсками Кавказского военного округа генерал-адъютанта А. М. Дондуков-Корсакова.
6 декабря 1895 года Дубельту был присвоен чин подполковника. В 1897 году он был переведён в 1-й Восточно-Сибирский стрелковый Е. В. батальон, а 9 октября 1899 года, после развёртывания данного батальона в 2-батальонный полк, вступил в должность командира 1-го батальона того полка. 19 июля 1900 года был произведён в полковники. В 1900―1901 годах принял участие в подавлении Ихэтуаньского восстания (или, так называемого, Восстания боксёров) в Китае. 28 октября 1901 года был назначен начальником Пекинского охранного отряда.
27 сентября 1902 года Дубельт был назначен командиром 252-го Анапского резервного батальона. С 24 декабря 1903 года состоял в распоряжении наместника Е. И. В. на Дальнем Востоке адмирала Е. И. Алексеева.
31 января 1904 года Дубельт вступил в должность командира 34-го Восточно-Сибирского стрелкового полка, и в той должности принял участие в Русско-японской войне. 2 июня 1904 года в бою у Вафангоу был ранен. За отражение атаки японцев у Сендяю с 10 по 14 июля был награждён золотым оружием с надписью «За храбрость». 5 ноября того же года Дубельт был назначен начальником Виленского военного госпиталя, а 8 июля 1906 года назначен командиром 35-го Восточно-Сибирского стрелкового полка.
Высочайшим приказом от 2 мая 1907 года произведён в генерал-майоры с увольнением от службы с мундиром и пенсией.
В 1909 году по вольному найму был определён в Департамент полиции, но через год уволен по состоянию здоровья.
| - орден Св. Анны 4-й ст. «За храбрость» (1881) - орден Св. Станислава 3-й ст. (1888) - орден Св. Анны 3-й ст. (1892) - орден Св. Станислава 2-й ст. (1896) - орден Св. Анны 2-й ст. с мечами (1901) - орден Св. Владимира 4-й ст. с бантом за 25 лет службы в офицерских чинах - золотое оружие «За храбрость» (09.12.1904) | - прапорщик (16.04.1878) - подпоручик (18.06.1881) - поручик (10.08.1885) - штабс-капитан (09.04.1889) - капитан (24.04.1891) - подполковник (06.12.1895) - полковник (19.07.1900) - генерал-майор (02.05.1907, при отставке) |